# Ludovic Orban
Ludovic Orban (Brassó, 1963. május 25. –) romániai politikus, mérnök, a román Nemzeti Liberális Párt (PNL) elnöke (2017–2021), a Tăriceanu-kormány volt közlekedésügyi minisztere, majd 2019 és 2020 között Románia miniszterelnöke.

## Életpályája
Magyar nemzetiségű apja a Securitate tisztje volt. Anyja román nemzetiségű. Bátyja, Leonard Orban, 2007. január 1. és 2010. február 2. között többnyelvűségért felelős EU-biztos volt.
Gépészetet tanult a brassói Erdély Egyetemen, ahol 1988-ban diplomázott.
1988–1990 között egy kézdivásárhelyi gyárban volt mérnök, 1990–1991 pedig egy brassói üzemben. 1993-ban poszt-graduálisan elvégezte a bukaresti Politikatudományi és Közigazgatási Nemzeti Egyetemet. 1997–2001 között különféle kormányzati pozíciókat töltött be. 2004 júliusa és 2007 áprilisa között bukaresti polgármester-helyettes. Ezután a Tăriceanu-kormány közlekedésügyi minisztere 2008-ig. 2008-ban indult a helyhatósági választáson  Bukarest polgármesteri címéért, de csak a 4. lett az első fordulóban 11,4%-kal. 2016 júniusában szintén tervezte elindulást, de két hónappal a választás előtt visszalépett.
2019 októberében, a szociáldemokrata Dăncilă-kormány bukása után Klaus Johannis államfő az addig ellenzékben lévő PNL elnökét bízta meg kormányalakítással. A kétkamarás román parlament együttes ülése 2019. november 4-én szavazta meg az Orban-kormányt. A PNL-n kívül a Mentsétek meg Romániát Szövetség (USR), a Traian Băsescu volt államfő alapította Népi Mozgalom Párt (PMP), az augusztusig a szociáldemokratákkal együtt kormányon lévő, majd ellenzékbe vonult Liberálisok és Demokraták Szövetsége (ALDE), a Romániai Magyar Demokrata Szövetség (RMDSZ) és a nem magyar kisebbségi képviselők frakciója támogatta.
2020. február 3-án a Szociáldemokrata Párt (PSD) és a Romániai Magyar Demokrata Szövetség (RMDSZ) hatalmi visszaéléssel és a demokrácia alapvető szabályainak megsértésével vádolta meg az általa vezetett kormányt, hogy ezzel megakadályozza a kétfordulós polgármester-választás bevezetését, melyet a kabinet úgynevezett kormányzati felelősségvállalással terjesztett a parlament elé. Két nappal később, február 5-én a kétkamarás bukaresti parlamentben rendezett bizalmi szavazáson – a mindössze három hónapig tartó mandátum után – kormánya megbukott. Mindezek ellenére Klaus Johannis másnap ismét őt kérte fel kormányalakításra. Mivel a parlament nem szavazott bizalmat új kormányának, február 25-én a kormányalakítási megbízását visszaadata. Miután Florin Cîțu kijelölt miniszterelnök is – percekkel a bizalmi szavazás előtt – visszadata megbízatását, az államfő ismét őt kérte fel (március 13.).
A koronavírus-járvány miatt rendkívüli intézkedések közepette másnap a román parlament – 286 igen szavazattal, 23 ellenében, egy tartózkodás mellett – bizalmat szavazott a másfél hónapja megbuktatott, változatlan összetételű kormányának. Az otthoni karanténban lévő miniszterjelölteket videókapcsoláson keresztül hallgatták meg a szakbizottságok tagjai, a maszkokat viselő törvényhozók pedig egyesével járultak a parlamentben kijelölt szavazóterembe. A jobbközép Nemzeti Liberális Párt (PNL) egyszínű kormányát az ellenzéki Szociáldemokrata Pártnak (PSD) a támogatásával iktatta be a törvényhozás.
2020. december 6-án parlamenti választást tartottak Romániában, melyen a PNL alulmaradt a szociáldemokratákkal szemben, így másnap benyújtotta lemondását, amit az államelnök még aznap el is fogadott. Helyét a kormány élén – ügyvivői minőségben – védelmi minisztere, Nicolae Ciucă vette át. 2020. december 22. és 2021. október 18. között az újonnan megalakult Képviselőház elnöke.